# 哈珀斯費里站
哈珀斯費里站（英語：Harpers Ferry station）是位於美國西維吉尼亞州哈珀斯費里的火車站，目前有美鐵的首都特快以及馬里蘭區域通勤鐵路的列車停靠。本車站是由巴爾的摩與俄亥俄鐵路公司興建，屬於哈珀斯費里史蹟區的一部份。
車站本體興建於1889年，為木造維多利亞式建築，地基坐落於先前的軍火庫建築之上。近年來車站曾獲得美金兩百萬元的維修經費，包括重建車站的塔樓。
每天搭乘馬里蘭區域通勤鐵路的到站乘客數為92人。

## 圖輯
- CSX運輸的謝南多厄分段的路線，經過哈珀斯費里。
- CSX運輸的西行貨運列車通過哈珀斯費里車站。圖中可見候車亭。

## 外部連結

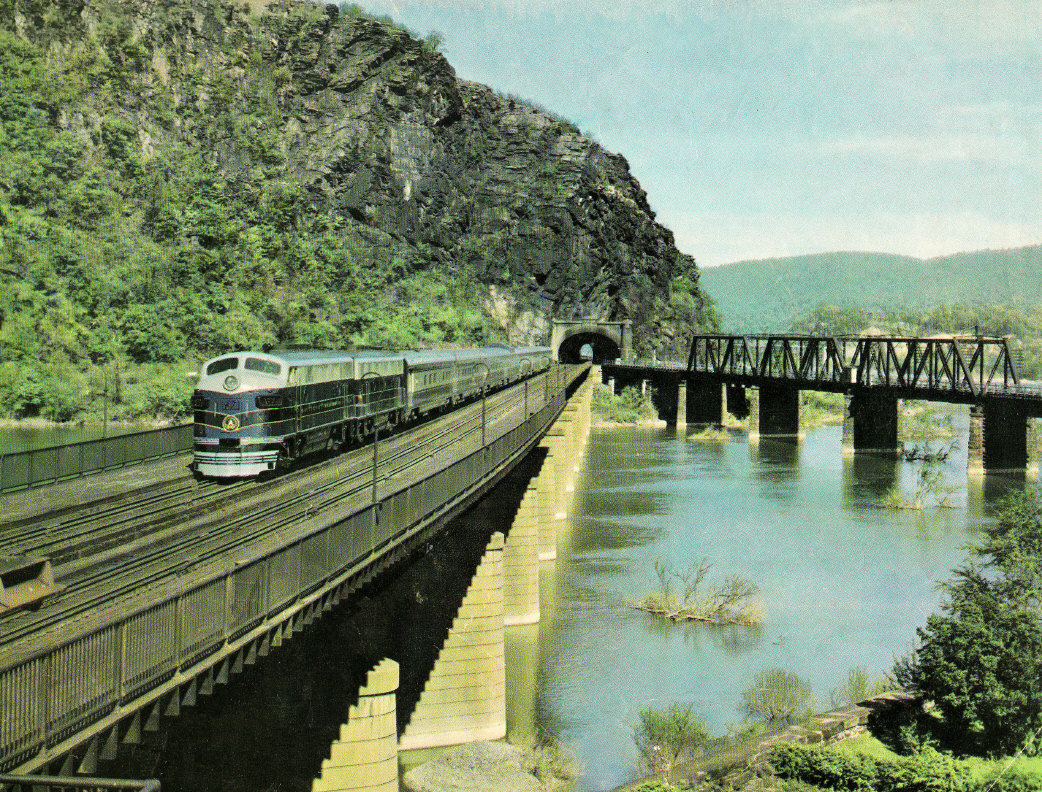
巴爾的摩與俄亥俄鐵路的哥倫比亞號列車經過哈珀斯費里。1949年。

- 维基共享资源上的相關多媒體資源：哈珀斯費里站
- Amtrak - Stations - Harpers Ferry, WV
- Harper's Ferry Amtrak-MARC Station (USA Rail Guide -- Train Web)（页面存档备份，存于）